# Ella Kardemark
Magdalena Ella Kardemark, tidigare Gustafsson, född 30 september 1983 i Laholms församling, Hallands län, är en kommunpolitiker i Halmstads kommun för Kristdemokraterna. 

## Biografi
Ella Kardemark föddes 1983 i Laholms församling. Hon blev i oktober 2018 kommunalråd i Halmstads kommun för Kristdemokraterna.